# Petri Koivisto
Petri Koivisto (* 15. November 1986 in Kiiminki; † 26. Januar 2024) war ein finnischer Eishockeytorwart, der seit 2011 bei den Espoo Blues in der SM-liiga unter Vertrag stand.

## Karriere
Petri Koivisto spielte bereits im Nachwuchsbereich für Kärpät Oulu, für dessen Profiteam er in der Saison 2005/06 sein Debüt in der SM-liiga gab. Da er sonst nur im Juniorenteam Kärpäts zum Einsatz kam, sammelte Koivisto in den Jahren 2006 bis 2008 Spielpraxis in der zweitklassigen Mestis, wo er für Hokki Kajaani und TuTo Turku zwischen den Pfosten stand. Anschließend kehrte der Goalie im Sommer 2008 zu Kärpät Oulu zurück, wo er zum Stammkeeper avancierte. Unter anderem spielte der Finne in allen vier Gruppenspielen seiner Mannschaft in der Champions Hockey League und wurde in der Saison 2008/09 Vize-Meister mit seiner Mannschaft.
Zur Saison 201/12 wechselte Koivisto innerhalb der SM-liiga zu den Espoo Blues.

## Erfolge und Auszeichnungen
- 2008 Mestis-Spieler des Monats Februar
- 2009 Finnischer Vizemeister mit Kärpät Oulu

## SM-liiga-Statistik
(Stand: Ende der Saison 2010/11)